# Aldeia do Bispo (Penamacor)
Aldeia do Bispo é uma povoação portuguesa do Município de Penamacor que foi sede da extinta Freguesia de Aldeia do Bispo, freguesia que tinha 6,51 km² de área e 676 habitantes (2011), e, por isso, uma densidade populacional de 103,8 hab./km².
A Freguesia de Aldeia do Bispo foi extinta (agregada) pela reorganização administrativa de 2012/2013, tendo o seu território sido agregado ao das Freguesias de Águas e de Aldeia de João Pires para criar a União das Freguesias de Aldeia do Bispo, Águas e Aldeia de João Pires.

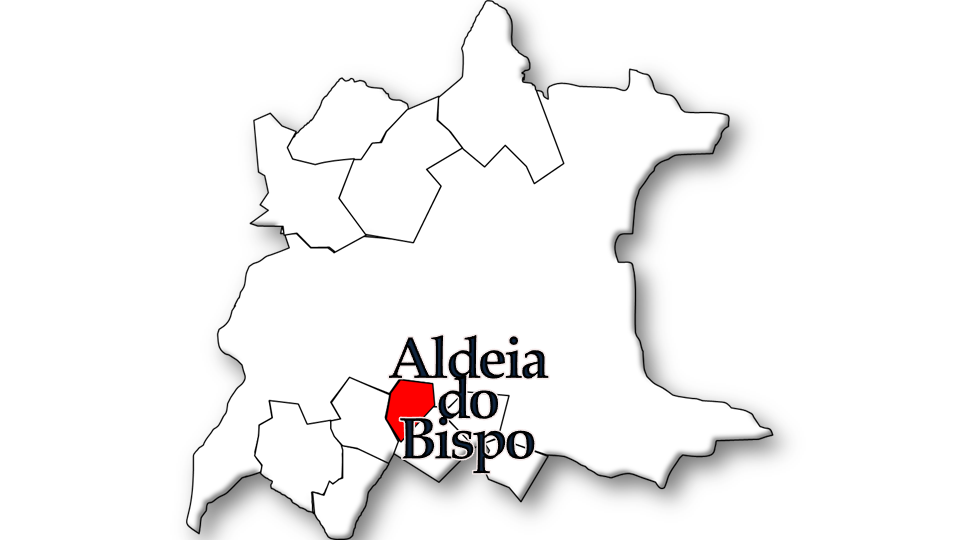
Localização no Município de Penamacor

## População
| População da freguesia de Aldeia do Bispo | População da freguesia de Aldeia do Bispo | População da freguesia de Aldeia do Bispo | População da freguesia de Aldeia do Bispo | População da freguesia de Aldeia do Bispo | População da freguesia de Aldeia do Bispo | População da freguesia de Aldeia do Bispo | População da freguesia de Aldeia do Bispo | População da freguesia de Aldeia do Bispo | População da freguesia de Aldeia do Bispo | População da freguesia de Aldeia do Bispo | População da freguesia de Aldeia do Bispo | População da freguesia de Aldeia do Bispo | População da freguesia de Aldeia do Bispo | População da freguesia de Aldeia do Bispo |
| ----------------------------------------- | ----------------------------------------- | ----------------------------------------- | ----------------------------------------- | ----------------------------------------- | ----------------------------------------- | ----------------------------------------- | ----------------------------------------- | ----------------------------------------- | ----------------------------------------- | ----------------------------------------- | ----------------------------------------- | ----------------------------------------- | ----------------------------------------- | ----------------------------------------- |
| 1864                                      | 1878                                      | 1890                                      | 1900                                      | 1911                                      | 1920                                      | 1930                                      | 1940                                      | 1950                                      | 1960                                      | 1970                                      | 1981                                      | 1991                                      | 2001                                      | 2011                                      |
| 769                                       | 873                                       | 1031                                      | 1124                                      | 1475                                      | 1394                                      | 1597                                      | 1777                                      | 2354                                      | 2017                                      | 1560                                      | 953                                       | 908                                       | 748                                       | 676                                       |

## Geografia
Aldeia do Bispo está situada num vale, nas margens da ribeira da Raivosa, afluente da ribeira das Taliscas, no cruzamento dos caminhos para as freguesias de Águas, Bemposta, Aranhas, Aldeia de João Pires e Penamacor. Fica a cerca de 7 km da sede do concelho.

## História
Existe um profundo desconhecimento acerca da data de fundação desta freguesia, bem como da origem do seu nome. A mais antiga inscrição ou data gravada nas pedras que foi encontrada é de 16 zx, que foi interpretada como sendo de 1628. Na rua do Outeiro, onde dizem ter existido uma praça, foi encontrada numa casa com a data de 1696, gravada na torça da porta. Sobre a origem do nome, há diversas opiniões. Segundo alguns autores, a palavra aldeia, deriva do árabe الضيعة  "ad-Dai'hâ" (lugarejo, monte, aldeamento).

## Património
- Capelas do Espírito Santo, de St.º António, de N.ª S.ª das Necessidades e de S. Sebastião
- Cruzeiro
- Nicho
- Estação arqueológica de Lameira Larga